# 森納爾
森納爾(阿拉伯语：‎ )是蘇丹的城鎮，位於該國東南部，處於青尼羅河，是森納爾省的首府，曾經是豐吉蘇丹國的首都，鎮上的大學在1977年開辦。

## 人口
| 年              | 人口    |
| --------------- | ------- |
| 1973 (人口普查) | 28,546  |
| 1983 (人口普查) | 42,803  |
| 1993 (人口普查) | 72,187  |
| 2007 (估計)     | 143,059 |